# Уиро
Уиро (яп. 外郎 уиро:) — традиционное японское лакомство. Представляет собой приготовленный на пару пирожок из рисовой муки и сахара. По консистенции — тянучка, напоминающая моти, на вкус — сладковатое. В качестве вкусовых добавок и ароматизаторов могут добавляться, например, бобы адзуки, порошок зелёного чая, юдзу, земляника, каштан.
Особенно известны в Японии уиро из префектуры Нагоя, однако существуют и другие региональные варианты. Уиро можно приобрести в кондитерских магазинах по всей Японии.